# Voore (Saare)
Voore – wieś w Estonii, w prowincji Jõgeva, w gminie Saare.